# Молино Висконти (Милано)
Молино Висконти је насеље у Италији у округу Милано, региону Ломбардија.
Према процени из 2011. у насељу је живело 4 становника. Насеље се налази на надморској висини од 187 м.